# メガログラプトゥス
メガログラプトゥス（Megalograptus）はオルドビス紀晩期の北アメリカ大陸に生息していたウミサソリの1属。強大な棘をもつ第2脚とはさみのような尾部を特徴とし、アメリカ合衆国オハイオ州からM. ohioensis、M. shideleri、M. welchi、M. williamsae の4種が、バージニア州からM. alveolatus が発見されている。
学名の意味は「巨大な筆石」であり、これは本属が元々脚の棘のみによって知られ、それを筆石と誤認されたことに由来する。更なる早期（オルドビス紀中期）のペンテコプテルスが発見される以前では既知最古のウミサソリとして知られていた。

## 形態
確実の記録に限れば、最大の体長は種によって10cmから50cmまで及ぶ。1.5m（M. welchi）や2m（M. shideleri）とする記録もあるが、不完全な断片化石の表面構造に基づいた推算であり、正確性が疑わしく見受けられる。
前体（頭胸部）の背甲は丸みを帯びた正方形で、先端は二股に分かれた短い突起がある。複眼は背甲の前方に配置される。前体の6対の付属肢（関節肢）の中で、最初の1対である鋏角は小さく目立たない。残り5対の脚の中で第2脚は異様に発達しており、長い棘が対になって並んでいる。第1と第3脚は短いものの集密した棘がある。第4脚は比較的に単純で、第5脚はほとんどのウミサソリ亜目の種類と同様にパドル状の遊泳脚に特化している。
後体（腹部）は前後で幅広い中体（前腹部）と細長い終体（後腹部）に分化し、前腹部の背板に1対の溝が走る（三葉状）。腹面前端の下層板はたる型。後体最終体節の尾端は、中央に1本の細短い尾節と、左右に「cercal blades」という特徴的なはさみらしき構造体がある。

一部の化石は外骨格の色彩が保存されており、それに基づきM. ohioensis、M. shideleriとM. williamsaeの全身の体色が復元された。

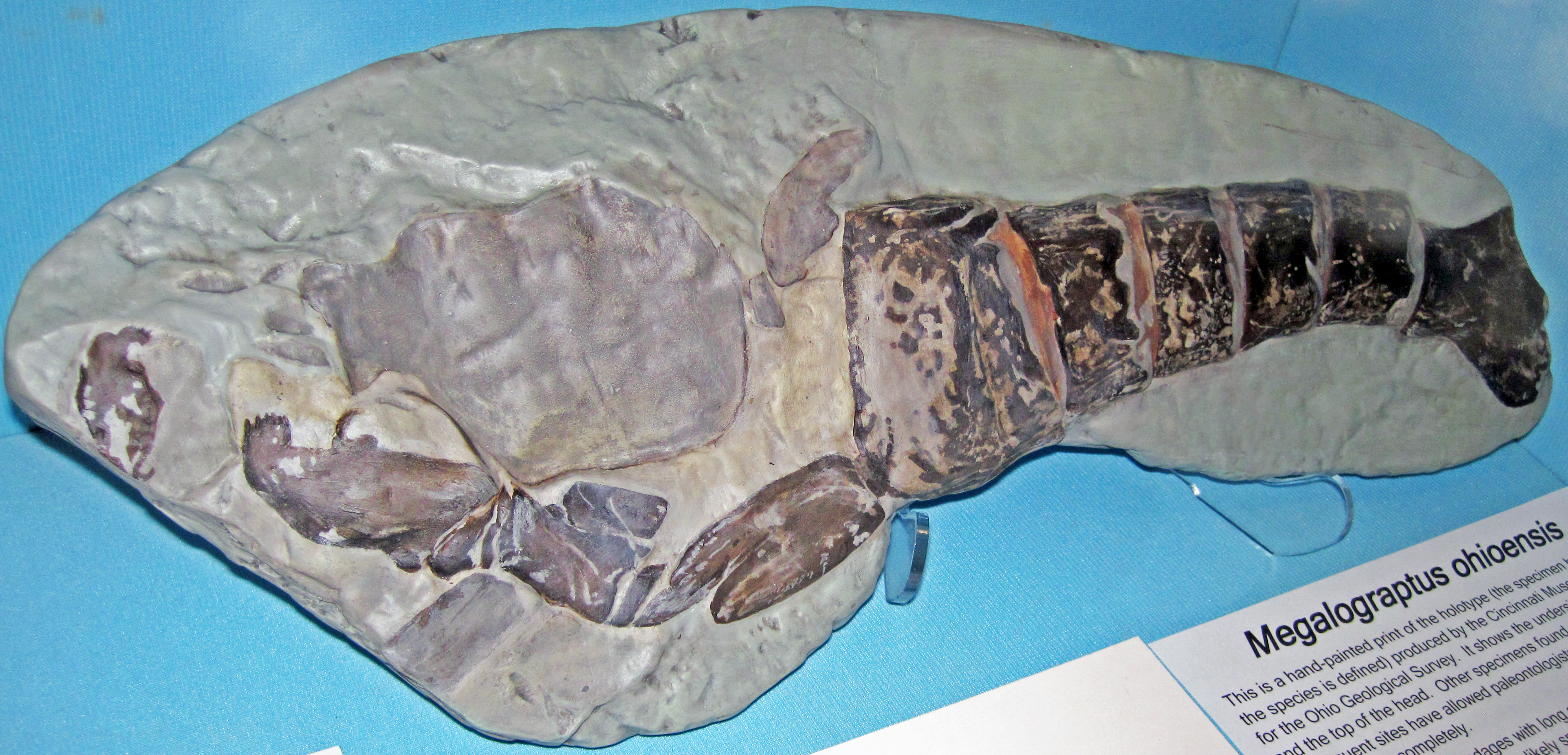
前体付属肢と後体の化石
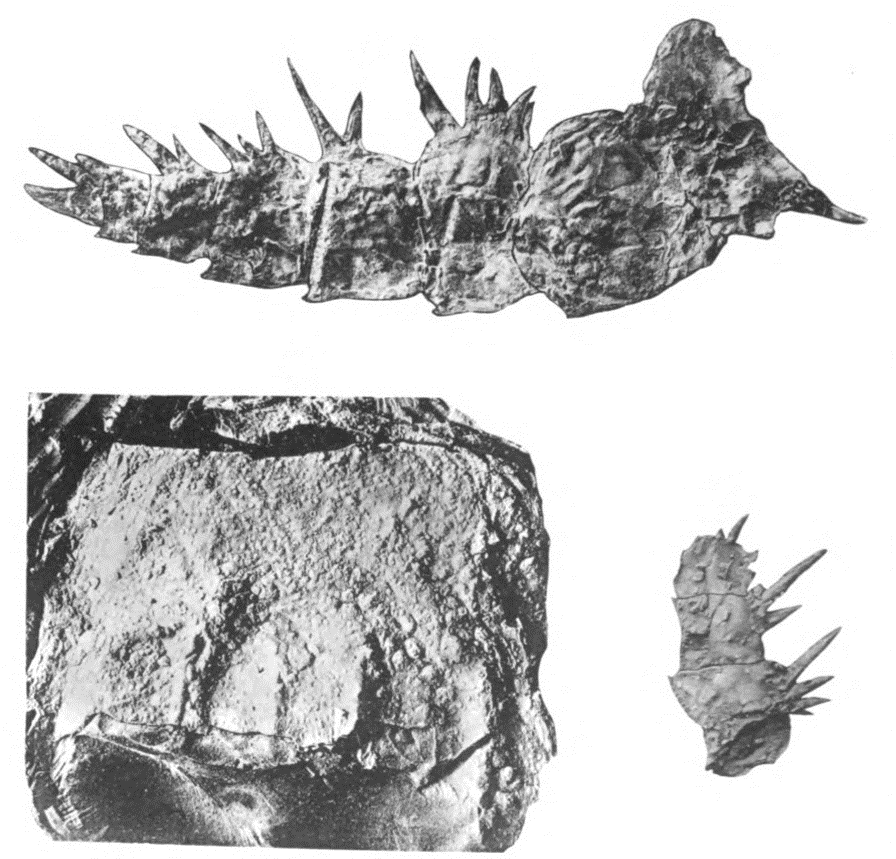
前体付属肢の化石
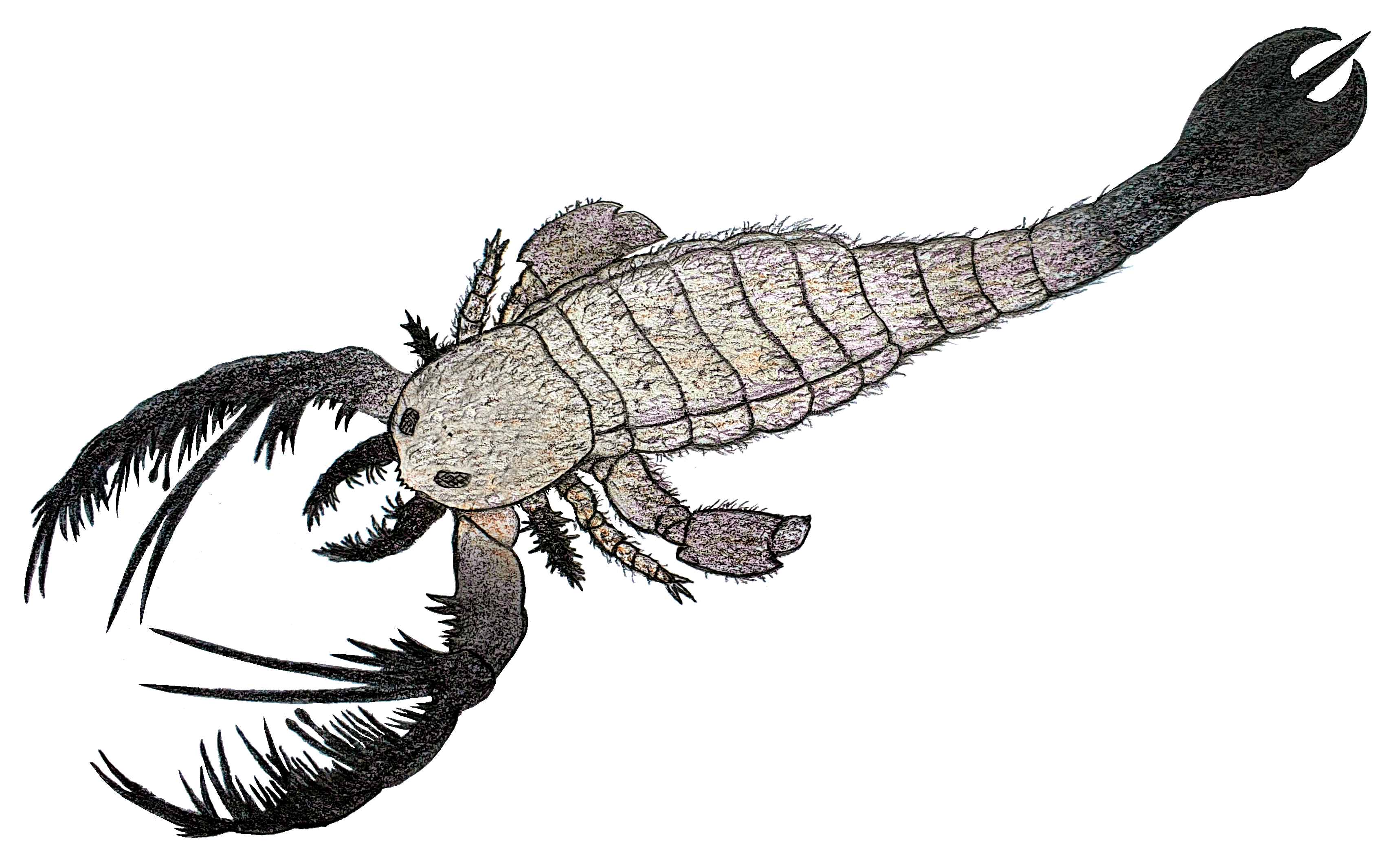
保存状態の良い化石に基づくM. ohioensisの色彩の復元

## 生態
メガログラプトゥスは捕食者であったと考えられ、第2脚の棘で堆積物を一掃してその中にある獲物を確保していたと推測される。尾部の「cercal blades」はハサミムシの尾毛のようにものを掴める機能をもち、防衛もしくは繁殖行動に用いられたと推測される。